# Albias
Albias – miejscowość i gmina we Francji, w regionie Oksytania, w departamencie Tarn i Garonna. Przez gminę przepływa rzeka Aveyron. 
Według danych na rok 1990 gminę zamieszkiwały 2313 osoby, a gęstość zaludnienia wynosiła 107 osób/km² (wśród 3020 gmin regionu Midi-Pireneje Albias plasuje się na 147. miejscu pod względem liczby ludności, natomiast pod względem powierzchni na miejscu 511.).